# Борама (аэропорт)
Аэропорт Борама (ИАТА: BXX) — недействующий аэропорт, обслуживающий город Борама, столицу региона Аудаль в Сомалиленде. Несмотря на то, что в настоящее время аэропорт не используется, в будущем его работу планируется возобновить.

## География
Расположен на границе с Эфиопией, в 900 км севернее от Могадишо и примерно в 107 км западнее от Харгейсы.